# Гесслін

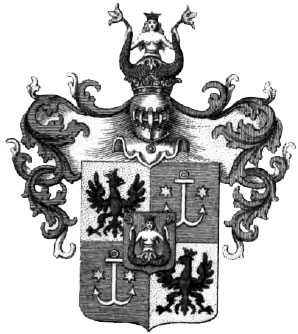
Герб роду Гесслін.

Гесслін (Есслін) (нім. Hösslin, Hoeßlin, Hoesslin; гр. Έσσλιν) — німецький аристократичний рід грецького походження.

## Відомі представники
- Ганс фон Гесслін (1880—1947) — генерал-лейтенант вермахту. Кавалер Німецького хреста в сріблі.
- Губерт фон Гесслін (1882—1969) — генерал-майор вермахту. Кавалер Німецького хреста в сріблі.
  - Роланд фон Гесслін (1915—1944) — майор вермахту. Кавалер Лицарського хреста Залізного хреста.
  - Гартмут фон Гесслін (1919—2005) — гауптман вермахту. Кавалер Лицарського хреста Залізного хреста.